# Black Point Beach (plaża chroniona)
Black Point Beach – plaża chroniona (chroniony odcinek wybrzeża) na poziomie prowincjonalnym (protected beach) w kanadyjskiej Nowej Szkocji, w hrabstwie Halifax, na północnym wybrzeżu zatoki St. Margarets Bay, utworzona 1 października 1981; nazwa urzędowo zatwierdzona 4 maja 2009.